# Juan Carlos Taparelli
Juan Carlos Taparelli (Santa Fe, 1932 - Buenos Aires, 3 de abril de 2002) fue un profesor y político argentino, que se desempeñó, en un principio, como interventor federal y Gobernador de Misiones del 17 de enero al 25 de mayo de 1975 y luego como interventor federal y gobernador de la Provincia de Formosa hasta octubre de 1975 durante la presidencia de María Estela Martínez de Perón.

## Biografía
Taparelli nació en Ciudad de Santa Fe, provincia de Santa Fe, en 1932. Sus padres fueron Juan Taparelli (1895), y Justina Norberta Giudici (1900). Cursó sus estudios en Santa Fe y en 1975 por su fuerte apoyo a Isabelita Perón, ésta lo designó interventor federal y gobernador de la Provincia de Formosa. Falleció en 2002.